# Indygowiec barwierski
Indygowiec barwierski (Indigofera tinctoria L.) – gatunek niskiego półkrzewu z rodziny bobowatych. Pochodzi prawdopodobnie z Afryki Zachodniej. Znany był już w starożytnym Egipcie. Obecnie w stanie dzikim nie występuje już nigdzie, jest natomiast jeszcze uprawiany w Indiach, dawniej był uprawiany także w Azji Południowej, na Antylach oraz w Ameryce Południowej i Środkowej.

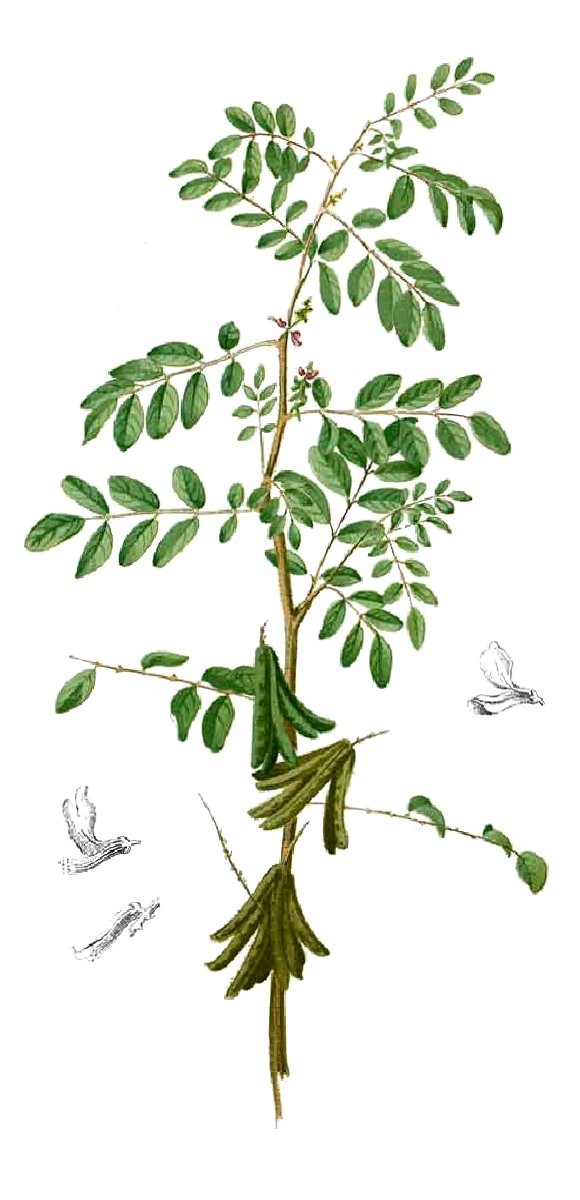
Morfologia

## Morfologia
PokrójPółkrzew o wysokości do 1,5 m.
LiścieNieparzysto-pierzaste, składające się 9-15 odwrotnie jajowatych listków.
KwiatyMotylkowe, o żółtawobiałym żagielku i łódeczce oraz szkarłatnych skrzydełkach, 1 słupku i 10 zrośniętych pręcikach.
OwoceStrąki.

## Zastosowanie
- Z liści otrzymuje się barwnik indygo używany do barwienia tkanin i wyrobu farb. Obecnie barwnik ten produkuje się syntetycznie i z tego względu zaniechano uprawy tej rośliny.
- Syntetyczny barwnik indygo jest stosowany do barwienia materiału, z którego szyje się odzież dżinsową (tzw. denim).
- Obecnie uprawy indygowca są jeszcze w Indiach; dawniej kraj ten był jednym z głównych producentów tego barwnika.